# جوزيف فرانك (أستاذ جامعي)
جوزيف فرانك (بالإنجليزية: Joseph Frank)‏ هو كاتب سير أمريكي، ولد في 6 أكتوبر 1918 في نيويورك في الولايات المتحدة، وتوفي في 27 فبراير 2013 في بالو ألتو في الولايات المتحدة.